# Propalticus morimotoi
Propalticus morimotoi is een keversoort uit de familie Propalticidae. De wetenschappelijke naam van de soort is voor het eerst geldig gepubliceerd in 1964 door Kamiya.